# Tiếng Thụy Điển
Tiếng Thụy Điển (svenskaⓘ [²svɛnːska]) là một ngôn ngữ German Bắc, được dùng như tiếng mẹ đẻ bởi 10,5 triệu người sinh sống chủ yếu ở Thụy Điển và vài khu vực thuộc Phần Lan. Người nói tiếng Thụy Điển có thể hiểu người nói tiếng Na Uy và tiếng Đan Mạch. Như các thứ tiếng German Bắc khác, tiếng Thụy Điển là hậu duệ của tiếng Bắc Âu cổ, một ngôn ngữ chung của các dân tộc German sống tại Scandinavia vào thời đại Viking.

## Lịch sử
Tiếng Thụy Điển có liên hệ mật thiết với tiếng Đan Mạch và tiếng Na Uy, thường ai hiểu một trong hai tiếng đó đều có thể hiểu tiếng Thụy Điển. Ba thứ tiếng kể trên tách ra từ tiếng Bắc Âu cổ vào khoảng 10 thế kỷ trước đây. Tiếng Thụy Điển, tiếng Đan Mạch và tiếng Na Uy Bokmål thuộc vào nhóm ngôn ngữ Đông Scandinavia và chịu ảnh hưởng mạnh mẽ của tiếng Hạ Đức. Người Thụy Điển thường hiểu tiếng Na Uy hơn tiếng Đan Mạch. Mặc dù người Thụy Điển ít hiểu tiếng Đan Mạch, không nhất thiết là người Đan Mạch không hiểu tiếng Thụy Điển.

## Phân loại
Tiếng Thụy Điển thuộc nhóm Đông Scandinavia của nhánh phía bắc của nhóm ngôn ngữ German, cùng với tiếng Na Uy và tiếng Đan Mạch. Nhánh này là một trong nhiều nhánh trong nhóm ngôn ngữ German của hệ Ấn-Âu.